# Stanislav Kritsiouk
Stanislav Vassilievitch Kritsiouk (en russe : Станислав Васильевич Крицюк), né le 1er décembre 1990 à Togliatti en Russie, est un footballeur international russe, qui évolue au poste de gardien de but au Gil Vicente FC.

## Biographie

### Carrière en club

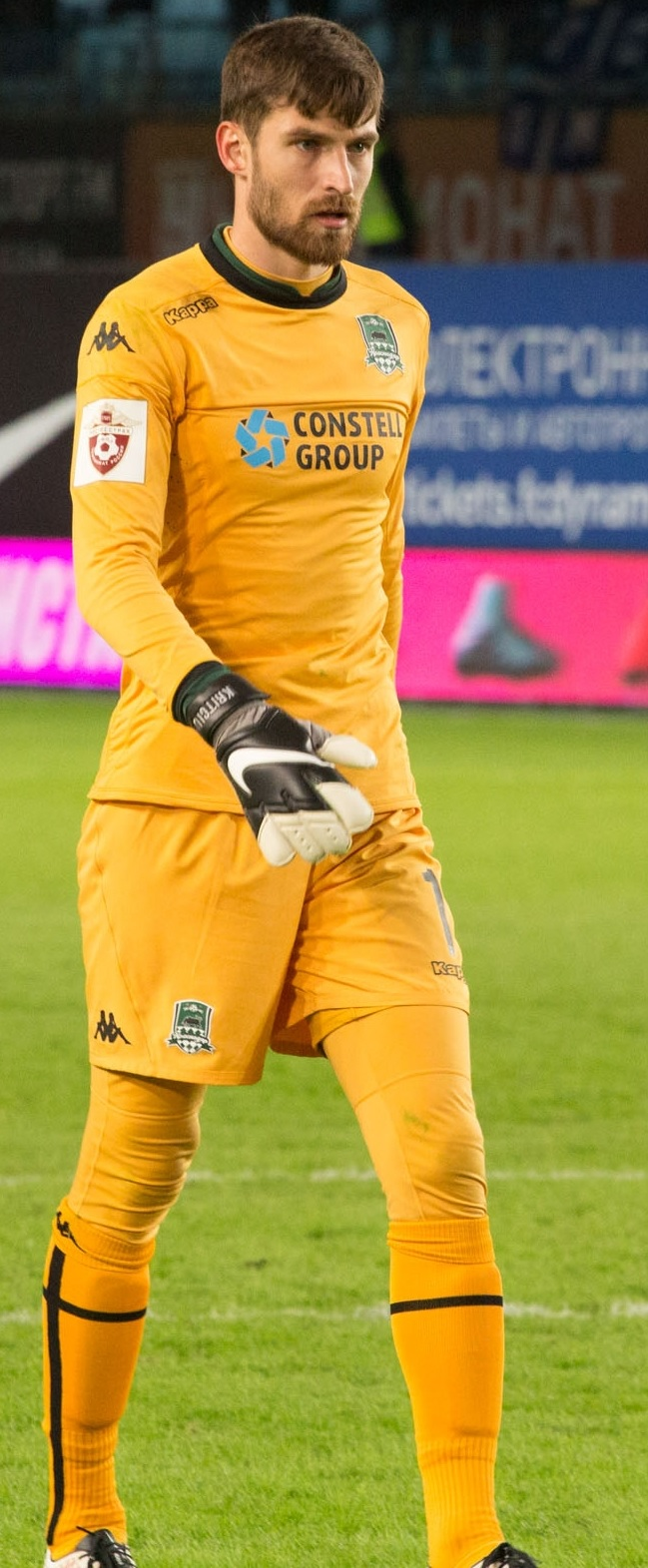
Kritsiouk avec le FK Krasnodar en 2016

Stanislav Kritsiouk est issu de l'Akademia Iouri Konoplyov. Entre 2008 et 2013, il joue en troisième division russe à l'Akademia Togliatti et au FK Togliatti (en).
En janvier 2013, il rejoint le Sporting Braga, mais entre 2013 et 2014, il joue pour l'équipe réserve de Braga en deuxième division portugaise où il joue 14 rencontres. En janvier 2014, il est prêté sans option d’achat au club portugais du Rio Ave FC pour une durée de 6 mois. Il dispute son seul match lors de la 30e journée de Primeira Liga contre le CS Marítimo, le 11 mai 2014 (défaite 1-0).
Lors de la saison 2014-15, il intègre l'équipe première de Braga. Il dispute son premier match lors de la première journée de Primeira Liga contre Boavista, le 17 août 2014 (victoire 3-0).
Le 25 janvier 2016, il est prêté au FK Krasnodar assorti d'une option d'achat de quatre millions d'euros, mais le joueur sera finalement acquis à titre définitif le 30 mai 2016 par le club après le règlement des millions d'euros. Il signe un contrat de quatre ans.
Avec le club du FK Krasnodar, Stanislav Kritsiouk dispute un match en Ligue des champions et 17 rencontres de Ligue Europa. Il quitte le club durant le mois de juillet 2020.

### Carrière internationale
Stanislav Kritsiouk compte deux sélections avec l'équipe de Russie depuis 2016,.
Le 11 mars 2016, il est convoqué pour la première fois en équipe de Russie par le sélectionneur national Leonid Sloutski, pour les matchs amicaux contre la Lituanie et la France.
Le 26 mars 2016, il honore sa première sélection contre la Lituanie lors d'un match amical. Il commence la rencontre comme titulaire, et sort du terrain à la 46e minute de jeu, en étant remplacé par Guilherme. Le match se solde par une victoire 3-0 des Russes.

## Statistiques
| Saison                | Club                     | Championnat           | Championnat | Championnat | Coupe(s) nationale(s) | Coupe(s) nationale(s) | Compétition(s) continentale(s) | Compétition(s) continentale(s) | Compétition(s) continentale(s) | Russie | Russie | Total | Total |
| Saison                | Club                     | Division              | M.          | B.          | M.                    | B.                    | Comp.                          | M.                             | B.                             | M.     | B.     | M.    | B.    |
| 2008                  | Akademia Dimitrovgrad    | D3                    | 4           | 0           | -                     | -                     | -                              | -                              | -                              | -      | -      | 4     | 0     |
| 2008                  | FK Togliatti (en)        | D3                    | 9           | 0           | -                     | -                     | -                              | -                              | -                              | -      | -      | 9     | 0     |
| 2009                  | FK Togliatti (en)        | D3                    | 9           | 0           | 1                     | 0                     | -                              | -                              | -                              | -      | -      | 10    | 0     |
| 2010                  | Akademia Togliatti       | D3                    | 20          | 0           | -                     | -                     | -                              | -                              | -                              | -      | -      | 20    | 0     |
| 2011-2012             | Akademia Togliatti       | D3                    | 21          | 0           | -                     | -                     | -                              | -                              | -                              | -      | -      | 21    | 0     |
| 2012-2013             | Akademia Togliatti       | D3                    | 6           | 0           | -                     | -                     | -                              | -                              | -                              | -      | -      | 6     | 0     |
| 2012-2013             | Sporting Braga B         | D2                    | 4           | 0           | -                     | -                     | -                              | -                              | -                              | -      | -      | 4     | 0     |
| 2013-2014             | Sporting Braga B         | D2                    | 10          | 0           | -                     | -                     | -                              | -                              | -                              | -      | -      | 10    | 0     |
| 2013-2014             | Rio Ave (prêt)           | D1                    | 1           | 0           | 2                     | 0                     | -                              | -                              | -                              | -      | -      | 3     | 0     |
| 2014-2015             | Sporting Braga           | D1                    | 11          | 0           | 10                    | 0                     | -                              | -                              | -                              | -      | -      | 21    | 0     |
| 2015-2016             | Sporting Braga           | D1                    | 18          | 0           | -                     | -                     | -                              | -                              | -                              | -      | -      | 18    | 0     |
| 2015-2016             | FK Krasnodar (prêt)      | D1                    | 12          | 0           | 2                     | 0                     | -                              | -                              | -                              | 1      | 0      | 15    | 0     |
| 2016-2017             | FK Krasnodar             | D1                    | 20          | 0           | 1                     | 0                     | C3                             | 10                             | 0                              | 1      | 0      | 32    | 0     |
| 2017-2018             | FK Krasnodar             | D1                    | 4           | 0           | -                     | -                     | -                              | -                              | -                              | -      | -      | 4     | 0     |
| 2018-2019             | FK Krasnodar             | D1                    | 12          | 0           | 1                     | 0                     | C3                             | 4                              | 0                              | -      | -      | 17    | 0     |
| 2019-2020             | FK Krasnodar             | D1                    | 1           | 0           | 1                     | 0                     | C1+C3                          | 1+3                            | 0                              | -      | -      | 6     | 0     |
| 2019-2020             | FK Krasnodar-2           | D1                    | 1           | 0           | -                     | -                     | -                              | -                              | -                              | -      | -      | 1     | 0     |
| 2020-2021             | Belenenses SAD           | D1                    | 27          | 0           | -                     | -                     | -                              | -                              | -                              | -      | -      | 27    | 0     |
| 2021-2022             | Gil Vicente FC           | D1                    | 4           | 0           | 2                     | 0                     | -                              | -                              | -                              | -      | -      | 6     | 0     |
| 2021-2022             | Zénith Saint-Pétersbourg | D1                    | 7           | 0           | -                     | -                     | C1                             | 4                              | 0                              | -      | -      | 11    | 0     |
| Total sur la carrière | Total sur la carrière    | Total sur la carrière | 201         | 0           | 20                    | 0                     | -                              | 22                             | 0                              | 2      | 0      | 245   | 0     |

## Palmarès
Zénith Saint-Pétersbourg
- Champion de Russie en 2022.